# Стенсел
Стенсел (нід. Steensel) — село в нідерландській провінції Північний Брабант. Входить до муніципалітету Ерсел.
Його площа становить 6,13 км², а населення станом на 2021 рік складало 1 475 осіб.